# وزارت بازرگانی و صنعت (کویت)
وزارت بازرگانی و صنعت (انگلیسی: Ministry of Commerce and Industry) یکی از سازمان‌های دولتی کویت است که جزئی از کابینه این کشور محسوب می‌شود.
این وزارتخانه در ۲۸ ژانویه ۱۹۶۳ با نام وزارت دارایی، صنعت و تجارت تأسیس شده و در ۵ دسامبر ۱۹۶۵ نام این وزارتخانه به وزارت بازرگانی و صنایع تغییر یافت. در ۲۱ ژوئیه ۲۰۱۵، در دستورالعملی به شماره ۱۹۱ در مورد تشکیلات وزارت بازرگانی و صنایع صادر شد که تصریح می‌کند: این وزارتخانه متعهد به حمایت و نظارت بر فعالیت‌های تجاری و اقتصادی و ارائه کالاها، مواد و خدمات خواهد بود.

## سازمان‌ها
وزارت بازرگانی و صنعت کویت دارای سازمان‌های تابعه زیر تشکیل شده است:
- اداره حمایت از مصرف‌کننده
- آژانس کمک به امور گردشگری
- آژانس کمک به امور کنترل تجارت
- آژانس کمک به امور سازمان‌های جهانی و حقوق مالکیت معنوی
- آژانس کمک به امور شرکت‌ها و مجوزهای تجاری
- آژانس کمک به امور تجارت خارجی
- امور فنی و توسعه تجارت
- آژانس کمک به برنامه‌ریزی و پشتیبانی فنی
- دفتر سرمایه‌گذاری خارجی

## وزیران سابق
- خلیفه خالد غنیم (وزیر بازرگانی و صنعت)
- عبدالله آل جابر آل صباح (وزیر بازرگانی و صنعت)
- خالد سلیمان العدسانی (وزیر بازرگانی و صنعت)
- عبدالوهاب یوسف النفیسی (وزیر بازرگانی و صنعت)
- جاسم خالد داوود المرزوق (وزیر بازرگانی و صنعت)
- جاسم محمد الخرافی (وزیر بازرگانی و صنعت)
- فیصل عبدالرزاق آل خالد (وزیر بازرگانی و صنعت)
- ناصر روضان (وزیر بازرگانی و صنعت)
- عبدالله الجارالله (وزیر بازرگانی و صنعت)
- عبدالله راشد الهاجری (وزیر بازرگانی و صنعت)
- هلال مشاری مطیری (وزیر بازرگانی و صنعت)
- جاسم عبدالله المضاف (وزیر بازرگانی و صنعت)
- هشام العتیبی (وزیر بازرگانی و صنعت)
- عبدالوهاب الوزان (وزیر بازرگانی و صنعت)
- صلاح عبدالرضا خورشید (وزیر بازرگانی و صنعت)
- عبدالله عبدالرحمن الطویل (وزیر بازرگانی و صنعت)
- فلاح فهد الهاجری. (وزیر بازرگانی و صنعت)
- احمد یعقوب باقرالعبدالله (وزیر بازرگانی و صنعت)
- احمد راشد الهارون (وزیر بازرگانی و صنعت)
- امانی بورسلی (وزیر بازرگانی و صنعت)
- انس خالد الصالح (وزیر بازرگانی و صنعت؛ فوریه ۲۰۱۲ - ژانویه ۲۰۱۴) فوریه ۲۰۱۲ تا ژانویه ۲۰۱۴[۳]
- عبدالمحسن المدعج (وزیر بازرگانی و صنعت)
- یوسف العلی (وزیر بازرگانی و صنعت)